# Šejkr

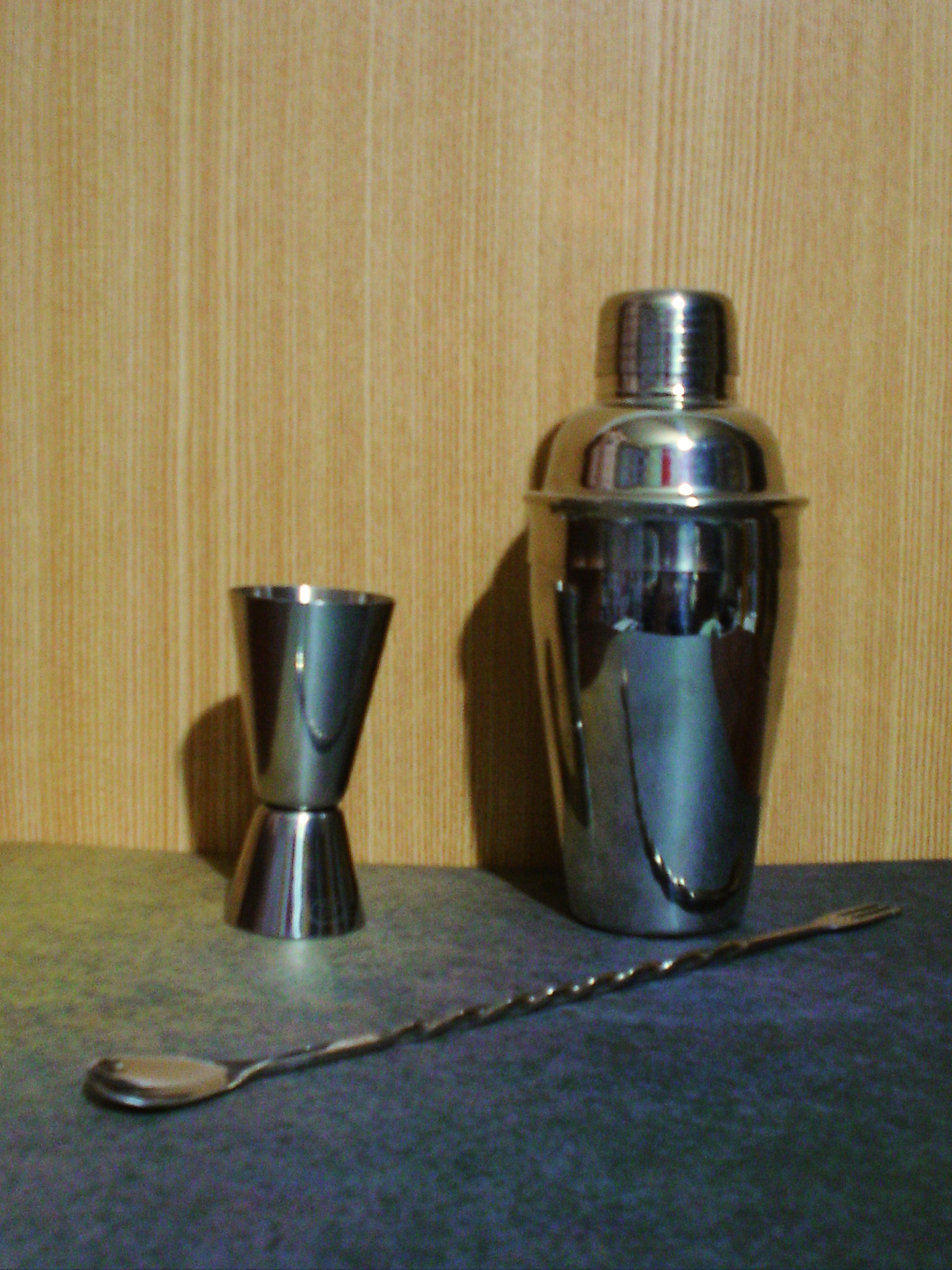
Šejkr

Šejkr (z angl. shaker) je nádoba velikosti větší sklenice, kterou barmani používají pro míchání koktejlů, tzv. šejkování. Do šejkru se nalijí ingredience, přidá se led, šejkr se uzavře a energicky se s ním třepe, většinou po dobu 10-15 sekund. Cílem šejkrování není jen smíchání jednotlivých složek nápoje, ale také provzdušnění, ochlazení a naředění koktejlu vodou, která se uvolní z ledu. Typicky se šejkují koktejly, které obsahují buď citrusovou šťávu, nebo bílkovinou složku (nejčastěji mléko nebo smetanu). Koktejly obsahující pouze alkoholické přísady se většinou nešejkují, ale míchají barmanskou lžičkou ve vysoké sklenici. Šejkry jsou buď nerezové, nebo mají jednu část skleněnou a druhou nerezovou.
Typy šejkrů:
- Boston šejkr - dvoudílný šejkr. Skládá se z menší a větší nádoby, které do sebe zapadnou pod mírným úhlem tak, že z nich při šejkrování neunikne tekutina. Menší nádoba bývá skleněná a větší nerezová, moderní je i varianta s dvěma nerezovými částmi. Tento typ šejkru nejčastěji používají profesionální barmani.
- Cobbler šejkr - trojdílný šejkr. Skládá se z nádoby, víka která v sobě má sítko na led a menšího víčka na zakrytí sítka. Všechny části do sebe zapadnou tak, aby tekutina neunikla. Je určený spíše pro domácí použití, ale setkáme se s ním i v barech.
- Parisien šejkr - dvoudílný šejkr. Vzhledově připomíná Cobbler, ve víku ale neobsahuje sítko a proto také nemá třetí část, která u Cobbleru slouží k zakrytí sítka.